# Normal matrix
En kompleks kvadratisk matrix A siges at være en normal matrix eller en normalmatrix, hvis
{\displaystyle A^{*}A=AA^{*},}
hvor A* er den hermitesk adjungerede af A (hvis A er en reel matrix, er dette det samme som den transponerede af A.)

## Eksempler
Alle unitære, hermiteske og skæv-hermiteske matricer er normale. Hvis A er unitær, er A*A=AA*=I. Hvis A er hermitesk, er A*=A, så AA*=AA=A*A.
Der findes imidlertid også normale matricer, der hverken er unitære eller (skæv-)hermiteske; for eksempel er
{\displaystyle {\begin{pmatrix}-i&-i\\-i&i\end{pmatrix}}}
normal, da
{\displaystyle {\begin{pmatrix}-i&-i\\-i&i\end{pmatrix}}{\begin{pmatrix}-i&-i\\-i&i\end{pmatrix}}^{*}={\begin{pmatrix}-i&-i\\-i&i\end{pmatrix}}{\begin{pmatrix}i&i\\i&-i\end{pmatrix}}}
{\displaystyle ={\begin{pmatrix}2&0\\0&2\end{pmatrix}}={\begin{pmatrix}i&i\\i&-i\end{pmatrix}}{\begin{pmatrix}-i&-i\\-i&i\end{pmatrix}}={\begin{pmatrix}-i&-i\\-i&i\end{pmatrix}}^{*}{\begin{pmatrix}-i&-i\\-i&i\end{pmatrix}},}
men matricen er tydeligvis hverken unitær eller hermitesk.

## Følger
Det er praktisk at tænke på normale matricer i analogi med komplekse tal, invertible normale matricer i analogi med ikke-nul komplekse tal, hermitesk adjungering i analogi med kompleks konjugering, unitære matricer i analogi med komplekse tal med absolut værdi 1, hermiteske matricer i analogi med reelle tal og hermiteske positiv definitte matricer i analogi med positive reelle tal.
Normalitetskonceptet er primært vigtigt, da normale matricer netop er de matricer, spektralsætningen gælder på; med andre ord er normale matricer netop de matricer, der kan repræsenteres af en diagonalmatrix med hensyn til en passende valgt ortonormalbasis for Cn. Altså er en matrix normal hvis og kun hvis dens egenrum udspænder Cn og er parvis ortogonale med hensyn til det traditionelle indre produkt i Cn.
Generelt er summen og produktet af to normale matricer ikke nødvendigvis normalt, men hvis A og B er normale med AB = BA, er både AB og A + B også normale, og det er yderligere muligt at diagonalisere A og B på samme tid i følgende forstand: Der eksisterer en unitær matrix U, så UAU* og UBU* begge er diagonalmatricer. I dette tilfælde er søjlerne i U* egenvektorer for både A og B og danner en ortonormalbasis for Cn.
Hvis A både er en trekantsmatrix og en normal matrix, er A diagonal. Dette ses ved at betragte diagonalindgangene i A*A og AA*, hvor A er en normal trekantsmatrix.
Hvis A er en invertibel og normal matrix, eksisterer en unitær matrix U og en hermitesk positiv definit matrix R, så A = RU = UR. Matricerne R og U er entydigt bestemte af A. Dette udsagn kan ses i analog med (og som en generalisering af) den polære repræsentation af ikke-nul komplekse tal.
Konceptet om normale matricer kan generaliseres til normale operatorer på Hilbertrum og til normale elementer i C*-algebraer.